# Sessea acuminata
Sessea acuminata är en potatisväxtart som beskrevs av Francey. Sessea acuminata ingår i släktet Sessea och familjen potatisväxter. Inga underarter finns listade i Catalogue of Life.